# Równe Szanse

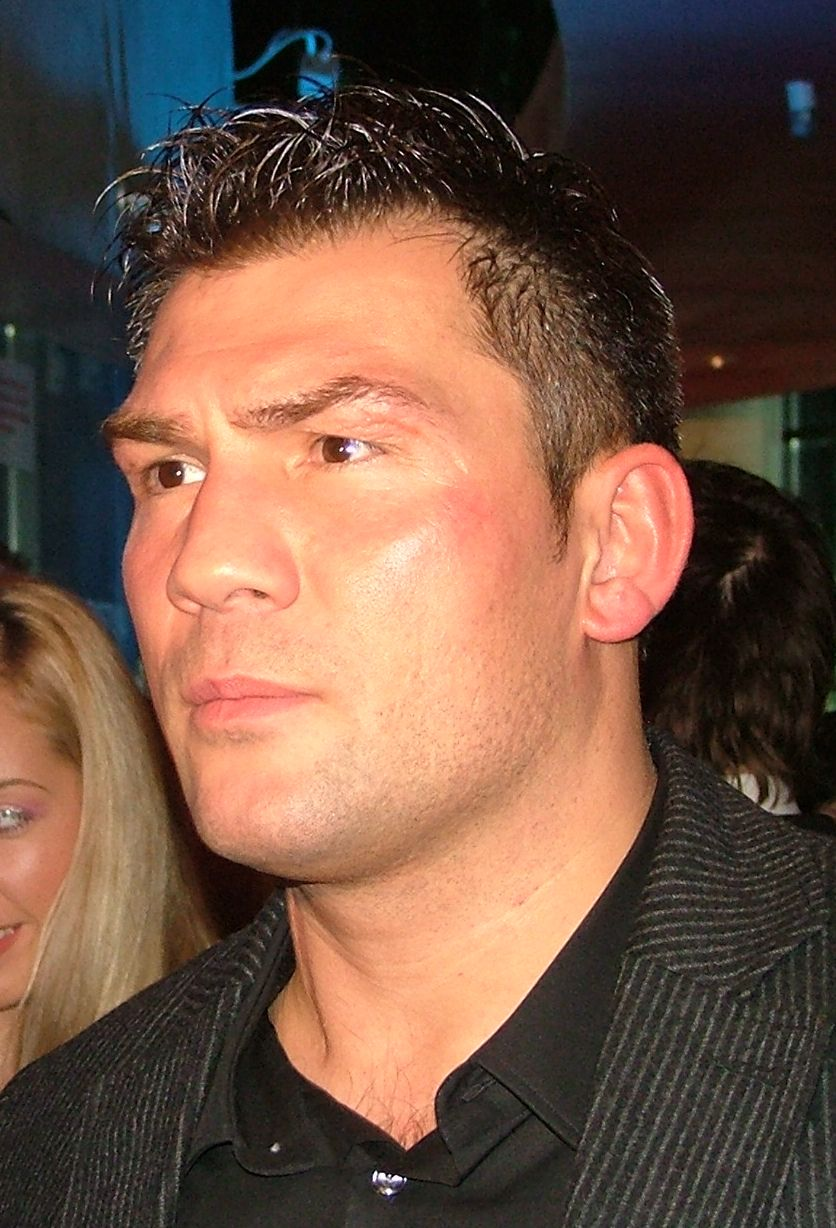
Założyciel fundacji "Równe Szanse" Dariusz Michalczewski

Równe Szanse – fundacja założona w 2003 roku w Gdańsku przez Dariusza Michalczewskiego
Fundacja wspiera finansowo młodzieżowe sekcje bokserskie w miastach : Oświęcim, Oleśnica, Tarnów, Białystok, Ciechanów, Wieliczka, Gubin, Inowrocław, jest fundatorem stypediów dla młodych talentów bokserskich w Polsce.

## Imprezy
- październik 2008: Szkolenia dla trenerów boksu" (II edycja)
- wrzesień 2008: Turniej bokserski – Stepnica
- sierpień 2008: Obóz sportowy – Cetniewo
- sierpień 2008: "Lato z Tigerem" – Chojnice
- sierpień 2008: Młodzieżowa Gala Boksu Amatorskiego „Szukamy nowego Tigera” – Lublin[1]
- czerwiec 2008: "Lato z Tigerem" – Zgorzelec
- maj 2008 Szkolenie trenerów boksu – Stara Kiszewa (I edycja)[2]
- maj 2008 XXXV Międzynarodowy Turniej Bokserski Juniorów im. Ryszarda Redo w Grudziądzu[3][4].
- marzec 2008: Gala Boksu w Dzierżonowie
- luty 2008: XV Mistrzostwa Polski Juniorów w Boksie – Elbląg[5]
- luty 2008: Mistrzostwa Dolnego Ṥląska w Boksie kadetów i juniorów – Oleśnica[6]
- styczeń 2008: Gala Boksu – Oświęcim[7]